# Liste der Kulturgüter in Erlen
Die Liste der Kulturgüter in Erlen enthält alle Objekte in der Gemeinde Erlen im Kanton Thurgau, die gemäss der Haager Konvention zum Schutz von Kulturgut bei bewaffneten Konflikten, dem Bundesgesetz vom 20. Juni 2014 über den Schutz der Kulturgüter bei bewaffneten Konflikten sowie der Verordnung vom 29. Oktober 2014 über den Schutz der Kulturgüter bei bewaffneten Konflikten unter Schutz stehen.
Objekte der Kategorie A sind im Gemeindegebiet nicht ausgewiesen, Objekte der Kategorie B sind vollständig in der Liste enthalten, Objekte der Kategorie C fehlen zurzeit (Stand: 1. Januar 2023).

## Kulturgüter
| Foto |                                                                                   | Objekt                                                   | Kat. | Typ | Standort                                           | Beschreibung |
| ---- | --------------------------------------------------------------------------------- | -------------------------------------------------------- | ---- | --- | -------------------------------------------------- | ------------ |
| ja   | Datei hochladen · Wikidata zu Schloss mit Kapelle St. Alban (Q1423653)            | Schloss Eppishausen mit Kapelle St. Alban KGS-Nr.: 04987 | B    | G   | Eppishausen, Schlossstrasse 6, 6.1 735370 / 267603 |              |
| ja   | Datei hochladen · Wikidata zu Reformierte Kirche (Q14547533)                      | Reformierte Kirche KGS-Nr.: 04988                        | B    | G   | Buchackernstrasse 2.4 735198 / 267916              |              |
| ja   | Datei hochladen · Wikidata zu Wohnhaus (Q29882767)                                | Wohnhaus KGS-Nr.: 10955                                  | B    | G   | Hauptstrasse 19 736414 / 268970                    |              |
| ja   | Datei hochladen · Wikidata zu Wohnhaus Zum Schäfli (Q29882772)                    | Wohnhaus Zum Schäfli KGS-Nr.: 10956                      | B    | G   | Rösslistrasse 5 735090 / 267992                    |              |
| ja   | Datei hochladen · Wikidata zu Bauernhaus (Q29882762)                              | Bauernhaus KGS-Nr.: 13680                                | B    | G   | Eppishauserstrasse 8 735119 / 266987               |              |
| ja   | Datei hochladen · Wikidata zu Bauernhaus (Q29882764)                              | Bauernhaus KGS-Nr.: 13681                                | B    | G   | Traubenquartier 6 735643 / 267872                  |              |
| ja   | Datei hochladen · Wikidata zu Wohnhaus Hebron (Q29882771)                         | Wohnhaus Hebron KGS-Nr.: 13682                           | B    | G   | Hauptstrasse 46 735156 / 267949                    |              |
| ja   | Datei hochladen · Wikidata zu Wohnhaus Altes Rössli (Q29882769)                   | Wohnhaus Altes Rössli KGS-Nr.: 13683                     | B    | G   | Rösslistrasse 1 735115 / 267958                    |              |
| ja   | Datei hochladen · Wikidata zu Ehemaliger Kornspeicher der Alten Mühle (Q29882766) | Ehemaliger Kornspeicher der Alten Mühle KGS-Nr.: 13684   | B    | G   | Götighoferstrasse 1.1 733571 / 267487              |              |